# Thượng viện Ý
Thượng viện Cộng hòa (tiếng Ý: Senato della Repubblica) hay còn được gọi Thượng viện Italia là một trong 2 viện thuộc lưỡng viện Nghị viện Ý. Viện hiện nay được thành lập ngày 8 tháng 5 năm 1948, trước đó cũng tồn tại trong chính thể Vương quốc Ý với tên gọi Senato del Regno (thượng viện vương quốc) và là sự tiếp nối của Senato Subalpino (Thượng viện rặng núi) thành lập ngày 8 tháng 5 năm 1848. Thượng viện Cộng hòa có trụ sở tại Palazzo Madama, Rome.

## Cơ cấu
Thượng viện gồm 315 thượng nghị sĩ được bầu, và tính tới năm 2015 có 6 thượng nghị sĩ suốt đời. Thượng nghị sĩ được bầu phải đủ 40 tuổi được bầu bởi các cử tri có độ tuổi từ 25 trở lên, trong số thượng nghị sĩ được bầu có sáu người được bầu từ khu vực bầu cử ở nước ngoài. Các thượng nghị sĩ suốt đời thường là các cựu Tổng thống nước Cộng hòa và là nghị sĩ suốt đời trừ khi họ từ nhiệm. 5 người còn lại do tổng thống chỉ định 5 công dân đã làm vẻ vang Tổ quốc bằng những thành tựu xuất sắc trong các lĩnh vực xã hội, khoa học, nghệ thuật, văn chương.
6 thượng nghị sĩ suốt đời hiện tại là
1. Cựu Tổng thống Cộng hòa: Giorgio Napolitano
2. Cựu Tổng thống Cộng hòa: Carlo Azeglio Ciampi (không đảng phái)
3. Nhà kinh tế - cựu Thủ tướng 2011-2013: Mario Monti (SC)
4. Kiến trúc sư người đã từng đạt giải Pritzker: Renzo Piano (không đảng phái)
5. Nhà phát minh vật lý đã từng đạt giải Nobel: Carlo Rubbia (không đảng phái)
6. Viện sĩ: Elena Cattaneo (không đảng phái)

Thượng viện Ý khác với thượng viện các nước châu Âu khác là thượng viện Ý có quyền lực tương đương với hạ viện. Bất kỳ các dự thảo luật nào cũng có thể bắt đầu từ 2 viện. Đồng thời, Nội các cần phải chấp thuận của cả hai mới được nhậm chức.
Nhiệm kỳ hiện tại của Thượng viện là 5 năm. Trước đó có nhiệm kỳ 6 năm và được thay đổi khi Hiến pháp tu chính ngày 9/2/1963. Thượng viện có thể bị giải tán khi Tổng thống yêu cầu.

## Thành viên
Thượng nghị sĩ hiện tại được bầu sau cuộc tổng tuyển cử 24-25/2/2015.

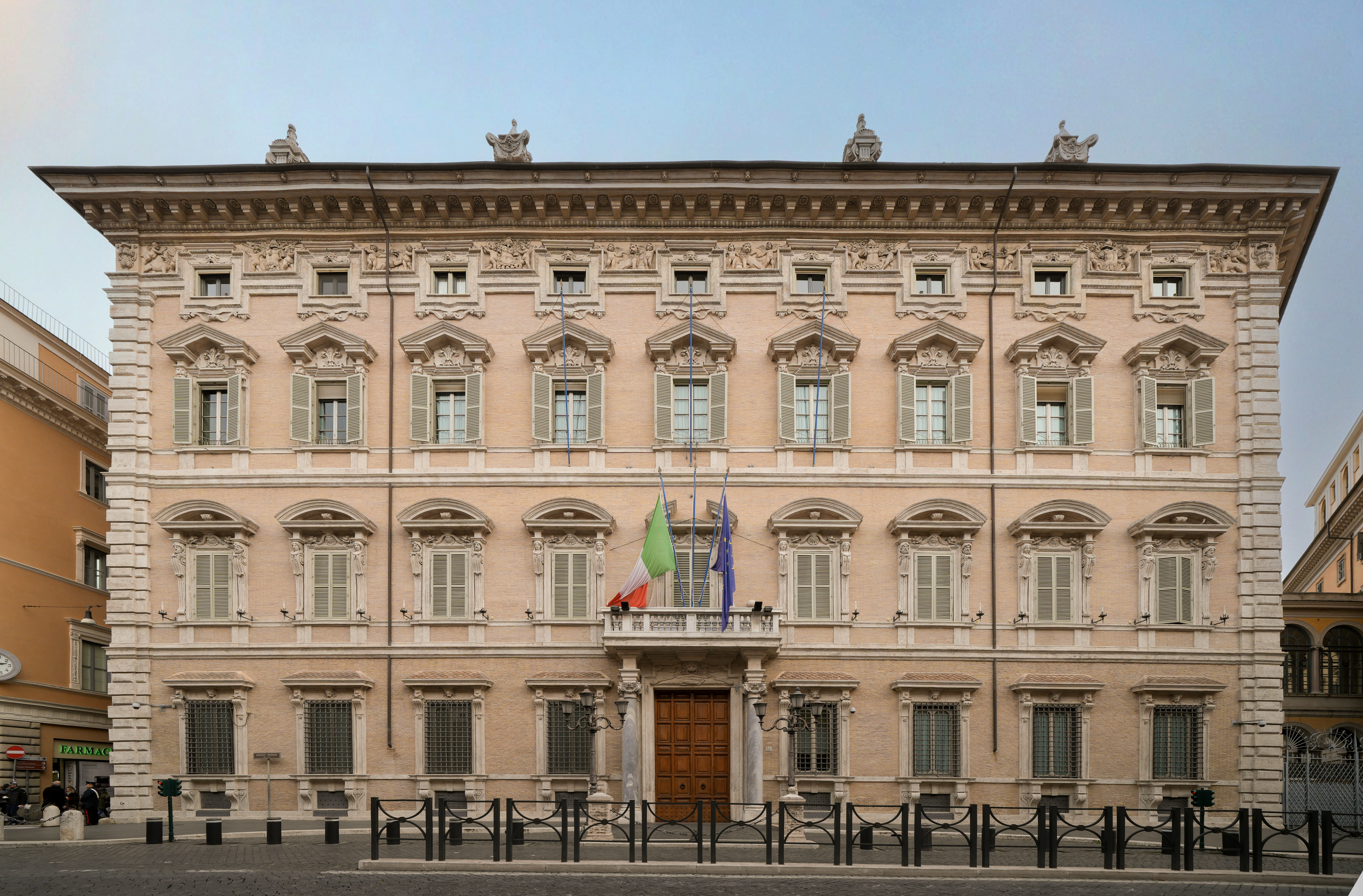
Palazzo Madama trụ sở của Thượng viện.

| Liên minh | Liên minh                                      | Đảng                                           | Đảng                                           | Ghế |
| --------- | ---------------------------------------------- | ---------------------------------------------- | ---------------------------------------------- | --- |
|           | Pier Luigi Bersani: Lợi ích chung Ý            |                                                | Đảng Dân chủ (PD)                              | 111 |
|           | Pier Luigi Bersani: Lợi ích chung Ý            | Đảng Cánh tả, Sinh thái và Tự do (SEL)         | 7                                              |     |
|           | Pier Luigi Bersani: Lợi ích chung Ý            | Đảng Nhân dân Nam Tyrolean (SVP)               | 2                                              |     |
|           | Pier Luigi Bersani: Lợi ích chung Ý            | Đảng Tự trị Trentino Tyrolean (PATT)           | 1                                              |     |
|           | Pier Luigi Bersani: Lợi ích chung Ý            | Liên minh vì Trentino (UPT)                    | 1                                              |     |
|           | Pier Luigi Bersani: Lợi ích chung Ý            | Il Megafono – Lista Crocetta (IM-LC)           | 1                                              |     |
|           | Pier Luigi Bersani: Lợi ích chung Ý            | Tổng                                           | 123                                            |     |
|           | Silvio Berlusconi: Liên minh trung hữu         |                                                | Đảng Nhân dân Tự do (PdL)                      | 98  |
|           | Silvio Berlusconi: Liên minh trung hữu         | Lega Nord (LN)                                 | 18                                             |     |
|           | Silvio Berlusconi: Liên minh trung hữu         | Đại Nam (GS)                                   | 1                                              |     |
|           | Silvio Berlusconi: Liên minh trung hữu         | Tổng                                           | 117                                            |     |
|           | Beppe Grillo: Phong trào 5 sao (M5S)           | Beppe Grillo: Phong trào 5 sao (M5S)           | Beppe Grillo: Phong trào 5 sao (M5S)           | 54  |
|           | Mario Monti: Với Monti vì nước Ý               | Mario Monti: Với Monti vì nước Ý               | Mario Monti: Với Monti vì nước Ý               | 19  |
|           | Phong trào Liên kết ngưới Ý ở hải ngoại (MAIE) | Phong trào Liên kết ngưới Ý ở hải ngoại (MAIE) | Phong trào Liên kết ngưới Ý ở hải ngoại (MAIE) | 1   |
|           | Thung lũng Aosta (VdA)                         |                                                | Liên hiệp Valdostan (UV)                       | 1   |
| Tổng      | Tổng                                           | Tổng                                           | Tổng                                           | 315 |

| \| Dân bầu (S) \| Dân bầu (S) \| Dân bầu (S) \| Dân bầu (S) \| Dân bầu (S) \| \| ----------- \| ----------- \| ----------- \| ----------- \| ----------- \| \| \| \| \| \| \| \| IBC \| IBC \| \| 31.6% \| 31.6% \| \| CDX \| CDX \| \| 30.7% \| 30.7% \| \| M5S \| M5S \| \| 23.8% \| 23.8% \| \| MONTI \| MONTI \| \| 9.1% \| 9.1% \| \| Khác \| Khác \| \| 5.4% \| 5.4% \| |       |  |       |       |
| Dân bầu (S) |       |  |       |       |
| |       |  |       |       |
| IBC | IBC   |  | 31.6% | 31.6% |
| CDX | CDX   |  | 30.7% | 30.7% |
| M5S | M5S   |  | 23.8% | 23.8% |
| MONTI | MONTI |  | 9.1%  | 9.1%  |
| Khác | Khác  |  | 5.4%  | 5.4%  |

| \| Phân phối 315 ghế trong Nghị viện \| Phân phối 315 ghế trong Nghị viện \| Phân phối 315 ghế trong Nghị viện \| Phân phối 315 ghế trong Nghị viện \| Phân phối 315 ghế trong Nghị viện \| \| --------------------------------- \| --------------------------------- \| --------------------------------- \| --------------------------------- \| --------------------------------- \| \| \| \| \| \| \| \| IBC \| IBC \| \| 39.1% \| 39.1% \| \| CDX \| CDX \| \| 37.1% \| 37.1% \| \| M5S \| M5S \| \| 17.1% \| 17.1% \| \| MONTI \| MONTI \| \| 6.0% \| 6.0% \| \| Khác \| Khác \| \| 0.6% \| 0.6% \| |       |  |       |       |
| Phân phối 315 ghế trong Nghị viện |       |  |       |       |
| |       |  |       |       |
| IBC | IBC   |  | 39.1% | 39.1% |
| CDX | CDX   |  | 37.1% | 37.1% |
| M5S | M5S   |  | 17.1% | 17.1% |
| MONTI | MONTI |  | 6.0%  | 6.0%  |
| Khác | Khác  |  | 0.6%  | 0.6%  |

## Chủ tịch Thượng viện
Theo Hiến pháp hiện tại, phiên họp đầu tiên của Thượng viện phải được triệu tập trong vòng 20 ngày sau bầu cử. Phiên họp đầu tiên được chủ trì bởi thượng nghị sĩ suốt đời và bầu chủ tịch thượng viện. 2 vòng đầu tiên cần hội đủ đa số tuyệt đối của các thượng nghị sĩ, nếu xảy ra vòng 3 thì chỉ cần đa số là đủ. Nếu vòng 3 không bầu được chủ tịch thượng viện thì sẽ tổ chức bầu 2 thượng nghị sĩ có phiều bầu cao nhất. Trong trường hợp hòa, thượng nghị sĩ có tuổi cao hơn sẽ chiến thắng.
Ngoài việc giám sát công việc của viện, chủ tịch thượng viện còn chủ trì và điều tiết phiên tranh luận, quyết định có hoặc không cho bản kiến nghị và dự thảo luật có thể chấp nhận được, đại diện thượng viện...và là người kế vị chức vụ Tổng thống Cộng hòa khi không đảm nhiệm được. Chủ tịch hiện tại của Thượng viện là Pietro Grasso.
Danh sách các Chủ tịch thượng viện Cộng hòa Ý:
Đảng chính trị
- 1946-1993:

      Đảng Dân chủ Xã hội/Đảng Dân chủ Lao động
      Đảng Tự do
      Dân chủ Cơ đốc
      Đảng Cộng hòa
- Từ 1994:

      Forza Italia/Nhân dân Tự do
      Đảng Nhân dân
      Cây Ôliu/Đảng Dân chủ
| Chân dung | Chân dung | Tên (sinh-mất)                    | Nhiệm kỳ  | Nhiệm kỳ    | Đảng chính trị             |
| --------- | --------- | --------------------------------- | --------- | ----------- | -------------------------- |
|           |           | Ivanoe Bonomi (1873–1951)         | 8/5/1948  | 20/4/1951   | Đảng Dân chủ Xã hội Italia |
|           |           | Enrico De Nicola (1877–1959)      | 28/4/1951 | 24/6/1952   | Đảng Tự do Italia          |
|           |           | Giuseppe Paratore (1876–1967)     | 26/6/1952 | 23/3/1953   | Đảng Tự do Italia          |
|           |           | Luigi Gasparotto (1873–1954)      | 24/3/1953 | 25/3/1953   | Đảng Dân chủ Lao động      |
|           |           | Meuccio Ruini (1877–1970)         | 25/3/1953 | 24/6/1953   | Đảng Dân chủ Lao động      |
|           |           | Cesare Merzagora (1898–1991)      | 25/6/1953 | 7/11/1967   | Dân chủ Cơ đốc             |
|           |           | Ennio Zelioli-Lanzini (1899–1976) | 8/11/1967 | 4/6/1968    | Dân chủ Cơ đốc             |
|           |           | Amintore Fanfani (1908–1999)      | 5/6/1968  | 26/6/1973   | Dân chủ Cơ đốc             |
|           |           | Giovanni Spagnolli (1907–1984)    | 27/6/1973 | 4/7/1976    | Dân chủ Cơ đốc             |
|           |           | Amintore Fanfani (1908–1999)      | 5/7/1976  | 1/12/1982   | Dân chủ Cơ đốc             |
|           |           | Tommaso Morlino (1925–1983)       | 9/12/1982 | 6/5/1983    | Dân chủ Cơ đốc             |
|           |           | Vittorino Colombo (1925–1996)     | 12/5/1983 | 11/7/1983   | Dân chủ Cơ đốc             |
|           |           | Francesco Cossiga (1928–2010)     | 12/7/1983 | 24/6/1985   | Dân chủ Cơ đốc             |
|           |           | Amintore Fanfani (1908–1999)      | 9/7/1985  | 17/4/1987   | Dân chủ Cơ đốc             |
|           |           | Giovanni Malagodi (1904–1991)     | 22/4/1987 | 1/7/1987    | Đảng Tự do Italia          |
|           |           | Giovanni Spadolini (1925–1994)    | 2/7/1987  | 14/4/1994   | Đảng Cộng hòa Italia       |
|           |           | Carlo Scognamiglio (1944–)        | 16/4/1994 | 8/5/1996    | Forza Italia               |
|           |           | Nicola Mancino (1931–)            | 9/5/1996  | 29/5/2001   | Đảng Nhân dân Italia       |
|           |           | Marcello Pera (1943–)             | 30/5/2001 | 27/4/2006   | Forza Italia               |
|           |           | Franco Marini (1933–)             | 29/4/2006 | 28/4/2008   | Cây Ôliu                   |
|           |           | Renato Schifani (1950–)           | 29/4/2008 | 15/3/2013   | Nhân dân Tự do             |
|           |           | Pietro Grasso (1945–)             | 16/3/2013 | Đương nhiệm | Đảng Dân chủ               |